# Àngels Cardona Palmer
Àngels Cardona Palmer (Palma, 1951) és una escriptora, professora i activista social-cultural d'origen mallorquí.

## Biografia
Àngels Cardona Palmer va néixer a Palma el 1951 al barri de Santa Catalina. Després d'haver estudiat en un convent de monges durant la postguerra només en castellà, en la seva maduresa es va decidir per estudiar en català. Va conèixer els escrits de Blai Bonet, Josep Maria Llompart, Maria Mercè Marçal, la prosa de Clarice Lispector o Djuna Barnes, i la transgressió literària de Charles Bukowski.
Es va decidir per la poesia perquè com diu, "és per a mi l'essencialitat, la síntesi de la veritat que roman oculta en la vida quotidiana. Trobar diferents llenguatges per dir les mateixes coses; enriquir pensament i en conseqüència, el nostre món ". La seva obra es caracteritza per estar escrita des de la perspectiva de gènere. Ha participat en el documental Som elles ("Som elles"), sobre dones poetes de Mallorca.